# Octave Maus
Octave Maus (Bruselas, 12 de junio de 1856-Bruselas, 26 de noviembre de 1919) fue un crítico de arte, escritor y abogado belga.

## Biografía
Maus trabajó con el escritor y abogado Edmond Picard, y junto con Victor Arnould y Eugène Robert fundaron el semanario L'Art moderne en 1881.
En 1884 Maus fue elegido secretario del recién formado grupo Los XX, y entre sus responsabilidades se incluía la organización de las exposiciones anuales. En 1893 Maus intercedió a favor de la disolución de Los XX. En 1894 fundó la sociedad La Libre Esthétique.
La compositora Poldowski (hija de Henryk Wieniawski) fue vecina y amiga para toda la vida de Maus. Dedicó algunas de sus canciones a Maus y a su esposa Madeleine, y su serie de recitales de 1923 en el Hotel Hyde Park de Londres, conocida como Los Conciertos Internacionales de La Libre Esthétique, atrajo a Arthur Rubinstein, Jacques Thibaud y al cuarteto London String.